# Sidi Bou Ali
Sidi Bou Ali (arabe : سيدي بوعلي) est une ville du Sahel tunisien située à une vingtaine de kilomètres au nord de Sousse.
Rattachée au gouvernorat de Sousse, elle constitue une municipalité comptant 10 282 habitants en 2014 ; elle est au centre d'une délégation comptant 17 606 habitants en 2004.